# Assassinats a Lilla
Assassinats a Lilla (títol original en francès, Meurtres à Lille) és un telefilm francobelga dirigit per Laurence Katrian l'any 2018 i que forma part de la col·lecció Assassinats a.... El dia de l'estrena a França, el 28 de setembre de 2019, va ser seguit per 4,171 milions d'espectadors, cosa que va representar el 22% de la quota de pantalla. També s'ha emès a Suïssa, Bèlgica i Luxemburg. S'ha doblat al català per TV3.
Aquesta ficció és una coproducció de Superwoman Production, Picture Box, Fontana i RTBF, produïda amb la participació de France Télévisions i el suport de la regió dels Alts de França.
És un dels deu episodis clau seleccionats per RTBF per celebrar el desè aniversari de la col·lecció i emès durant sis mesos a la plataforma Auvio.

## Repartiment
- Annelise Hesme: Caroline Flament
- Loup-Denis Elion: William Henry
- Elsa Lunghini: Astrid d'Armentières
- Éva Darlan: Violaine Maurin
- Adèle Choubard: Chloé Grimbert
- Axel Auriant: Oscar d'Armentières
- Christian Vantomme: Victor Maurin
- Vincent Colombe: Édouard Arrias
- Milena Sansonetti: Adèle Laforge
- Erik Stouvenaker: Alexandre Jansens
- Saverio Maligno: propietari del restaurant

## Llocs de rodatge
Els municipis de Lilla i Roubaix (i els seus voltants) van acollir el rodatge de Assassinats a Lilla entre l'11 de juny i el 9 de juliol de 2018.
La Piscina, el museu d'art i indústria de Roubaix, va ser-ne l'escenari principal. Situat en una antiga piscina d'estil art déco, construïda entre el 1927 i el 1932, d'aquí el seu sobrenom, el museu és fonamental per a la trama del telefilm, ja que acull entre les seves parets l'assassinat que desencadena la investigació policial. De la mateixa manera, una de les escenes finals que anuncien el desenllaç té lloc davant de la coberta de vidre en forma de mitja lluna que il·lumina la piscina de l'edifici principal.

## Rebuda crítica
La revista belga Moustique troba el telefilm «com els altres episodis de la sèrie, un entreteniment agradable que hauria de federar el seu públic».